# 本庄実忠
本庄 実忠（ほんじょう さねただ、明応6年（1497年）？ - 天正8年8月24日（1580年10月2日）？）は、戦国時代の武蔵国本庄の武将。東本庄館館主、本庄城城主。官途名は宮内少輔（くないしょうゆう）。

## 生涯
東本庄館の初代館主本庄宮内少輔信明の曾孫である本庄実明の長男として、東本庄館にて生まれた。
天文15年（1546年）、河越夜戦において上杉氏の旗下として小田原北条氏と戦い、手傷を負いながらも奮戦し武功を上げ、上杉憲政より西本庄の地を賜る。しかし、北条氏に対して上杉家は劣勢を盛り返すことができず、上杉家の居城であった奇居鉢城も北条方に奪われた。
天文15年（1546年）、後北条氏の打倒を図った上杉憲政に従い、北条方の河越城の攻略に実忠も加わった。上杉軍は城を包囲して城兵の降伏を待ったが、夜間に城より討って出て来た北条氏康軍に不意をつかれた上杉陣営は総崩れとなった（「河越野戦」）。この時、本庄氏一族の本庄藤三郎が上杉氏の本陣を守り、憲政の脱出を助けた。実忠も手傷を負いながらも奮戦した。実忠は戦場離脱に成功したが、藤三郎は戦死した。この本庄氏一族の奮闘に憲政は感状を発すると共に、実忠には西本庄の地を賜え、藤三郎の遺児である松寿丸には親の恩賞として久下塚（大字北堀字久下塚）の地を与えた。

天文20年（1551年）に両軍が神川、上里一帯で合戦となった。上杉軍は敗れ、上州より越後へ敗走した。以後、本庄氏は後北条氏に服属する事となった。実忠は弘治2年（1556年）に本庄城を築いて本拠を移した。その後、勢力奪還を図った上杉憲政が上杉謙信と共に越後国から関東に進出し周辺を席巻した。実忠も再び上杉旗下に入り、永禄4年（1561年）には後北条氏の本拠地である小田原城の攻撃に従った。永禄10年（1567年）に後北条氏が反撃を開始し、上杉謙信と合戦をするべく厩橋城へ向かった。その途上にある本庄城は北条軍の攻撃を受け落城した。実忠は降伏し、再び北条氏に服属することとなった。
天正8年（1580年）、85歳（満84歳）で死亡。

## 評価
- 天正8年（1580年）、85歳にして亡くなったと伝えられていることから逆算して、実忠が本庄城を築いたのは61歳前後の頃ということになる。100年近く本拠地としていた東本庄館を去ると言う決断を老境の身で行い、より国境に近い地点に城を築き、60後半になり、70を過ぎても活動を続け、生涯を全うしたことは、生命力にあふれた武将であったと言える。
- 東本庄館の老朽化もあったであろうが、実忠が本庄城を築かなければ、後へと続く本庄宿（中山道で最大級の宿場町）の基盤も形成されなかったかもしれない。

この評価は平成の『本庄歴史民俗資料館紀要』に拠るものだが、昭和の『資料館だより』では、町を整理し、宿場町の基盤を形成したのは小笠原信嶺、とある。その為、厳密には本庄北部の開拓者として実忠は評価される。伝承のように実忠の時代から城下町が形成されていたかは、発掘調査の結果では、実のところ疑われている。

## その他
- 実忠は金鑚神社を深く信仰し、社殿を改造し、神田若干を寄進して、本庄領20ヵ町村の総鎮守とした（『武蔵国児玉郡誌』より）。本庄氏の没落後も民衆の寄付を得て、何度か社殿は改修された。本庄城主となった小笠原氏も色々と寄進したとされる。その後、城下町から宿場町に一転して大いに栄えた本庄宿だが、金鑚神社が総鎮守であることに変わりはなく、地元民の深い信仰対象であり続けた。ある研究者によると、金鑚神社の分布は児玉党の勢力範囲を示している。
- 延元2年（1337年）、薊山合戦において焼失した庄氏の菩提寺である宥荘寺が、天文24年（1555年）、紀州根来寺の僧侶である頼暁によって児玉氏の菩提寺である西光寺と一ヵ所に再建され、宥勝寺が建立した。元は「荘（庄）氏を宥める為の寺」の意味であったが、戦国武将にとって縁起のよい「勝」の字を用いて宥勝寺となった。実忠はこの1年後、本庄城を本庄北部へ築く事となるが、宥勝寺は栗崎にあるため、本庄の南部に位置する。
- 宥勝寺の伝えでは、天文6年（1537年）に上杉氏と北条氏が浅見山合戦を起こしたと伝えられている。実忠もこの戦に参戦していた可能性はある。
- 実忠の時代の本庄が記された資料として、『続太平記』、『北条五代記』、『関東兵乱記』などがある。
- 本庄氏の系図と見られる姓未詳の系図によると、実忠は次男であり、長男は長忠とある（この系図には藤九郎雪茂などの名も記述されている）。